# Дејмон Хил
Дејмон Хил (енгл. Damon Hill) је британски аутомобилиста, шампион Формуле 1 1996. Син двоструког шампиона Формуле 1 Грејама Хила.

## Биографија
Рођен је 17. септембра 1960. године у Лондону. У младости се такмичио у тркама мотора и доста касно је прешао да вози аутомобиле. Такмичио се у Формули 3 и 3000.
Ожењен је и има четворо деце.

## Каријера у Формули 1

### 1992 Бребем
1992. године дебитује у Формули 1 за тим Бребем који се те сезоне борио за опстанак у спорту са веома лошим аутомобилом па је Хил успео да учествује на само 2 трке те сезоне.

### 1993—1996 Вилијамс
Пошто је био тест-возач у Вилијамсу, тада најбољем тиму, када је Најџел Менсел после освојене шампионске титуле 1993. отишао да се такмичи у америчкој формули Инди Хил је добио место другог возача, заједно са Аленом Простом. Прост те године осваја титулу, а Хил је успео да победи на чак три трке за редом.
1994. тимски колега му је био Аиртон Сена који је убрзо изгубио живот на трци у Сан Марину. Хил се те године борио за шампионску титулу са Михаелом Шумахером али ју је изгубио са само 1 бодом разлике после контроверзног судара на последњој трци када је Шумахер (по многима намерно) покушао да га изгурне са стазе. 1995. такође се са Шумахером борио за титулу али је и овог пута изгубио и завршио као други.
Следеће 1996. Вилијамс је био далеко најбољи тим и Хил осваја своју једину шампионску титулу испред тимског колеге Жака Вилнева (коме је то била дебитантска сезона). Исте године је напустио Вилијамс и потписао уговор 1997. за Ероуз.

### 1997 Ероуз
Ероуз те године није имао конкурентан аутомобил али је Хил успео замало да победи у на трци у Будимпешти када је водио целу трку али је због квара мењача у последњем кругу морао да успори и Жак Вилнев га је претекао у последњој кривини па је завршио као други.

### 1998—1999 Џордан
1998. прелази у далеко конкурентнији Џордан и побеђује на трци у Белгији. После лоших резултата у 1999. одлучује да се повуче из спорта.

## Преглед каријере
| сезона | тим      | трка | пол п. | подијума | победа | бодова | пласман |
| ------ | -------- | ---- | ------ | -------- | ------ | ------ | ------- |
| 1992.  | Бребем   | 8    | 0      | 0        | 0      | 0      | -       |
| 1993.  | Вилијамс | 16   | 2      | 10       | 3      | 69     | 3.      |
| 1994.  | Вилијамс | 16   | 2      | 11       | 6      | 91     | 2.      |
| 1995.  | Вилијамс | 17   | 7      | 9        | 4      | 69     | 2.      |
| 1996.  | Вилијамс | 16   | 9      | 10       | 8      | 97     | 1.      |
| 1997.  | Ероуз    | 17   | 0      | 1        | 0      | 7      | 12.     |
| 1998.  | Џордан   | 16   | 0      | 1        | 1      | 20     | 6.      |
| 1999.  | Џордан   | 16   | 0      | 0        | 0      | 7      | 12.     |